# Le Crouais
Le Crouais (auf Gallo „Le Qeróàez“, auf Bretonisch „Ar Groez“) ist eine Gemeinde in der Bretagne in Frankreich. Sie gehört zum Département Ille-et-Vilaine, zum Arrondissement Rennes und zum Kanton Montauban-de-Bretagne. Sie grenzt im Norden an Quédillac, im Osten an Montauban-de-Bretagne, im Süden an Saint-Onen-la-Chapelle und im Westen an Saint-Méen-le-Grand. Die Bewohner nennen sich die Crouaisien oder Crouaisienne. Das besiedelte Gebiet liegt auf 100 Metern über Meereshöhe.

## Bevölkerungsentwicklung
| Jahr      | 1962 | 1968 | 1975 | 1982 | 1990 | 1999 | 2008 | 2013 |
| --------- | ---- | ---- | ---- | ---- | ---- | ---- | ---- | ---- |
| Einwohner | 363  | 340  | 302  | 335  | 356  | 360  | 466  | 542  |

## Sehenswürdigkeiten
- Brunnen Saint-Laurent, erstellt 1950
- Manoir de la Louverie, auch Château de Bel-Air genannt aus dem 17. Jahrhundert, Monument historique

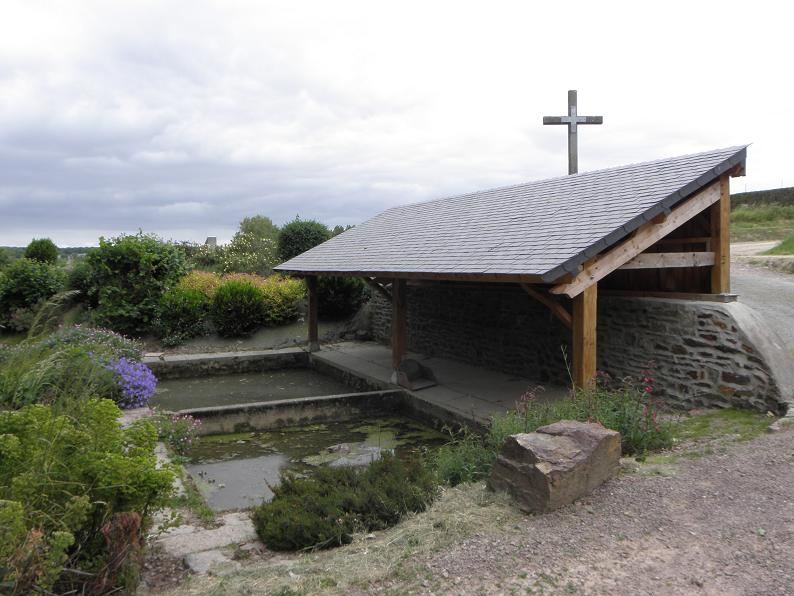
Fontäne Saint-Laurent
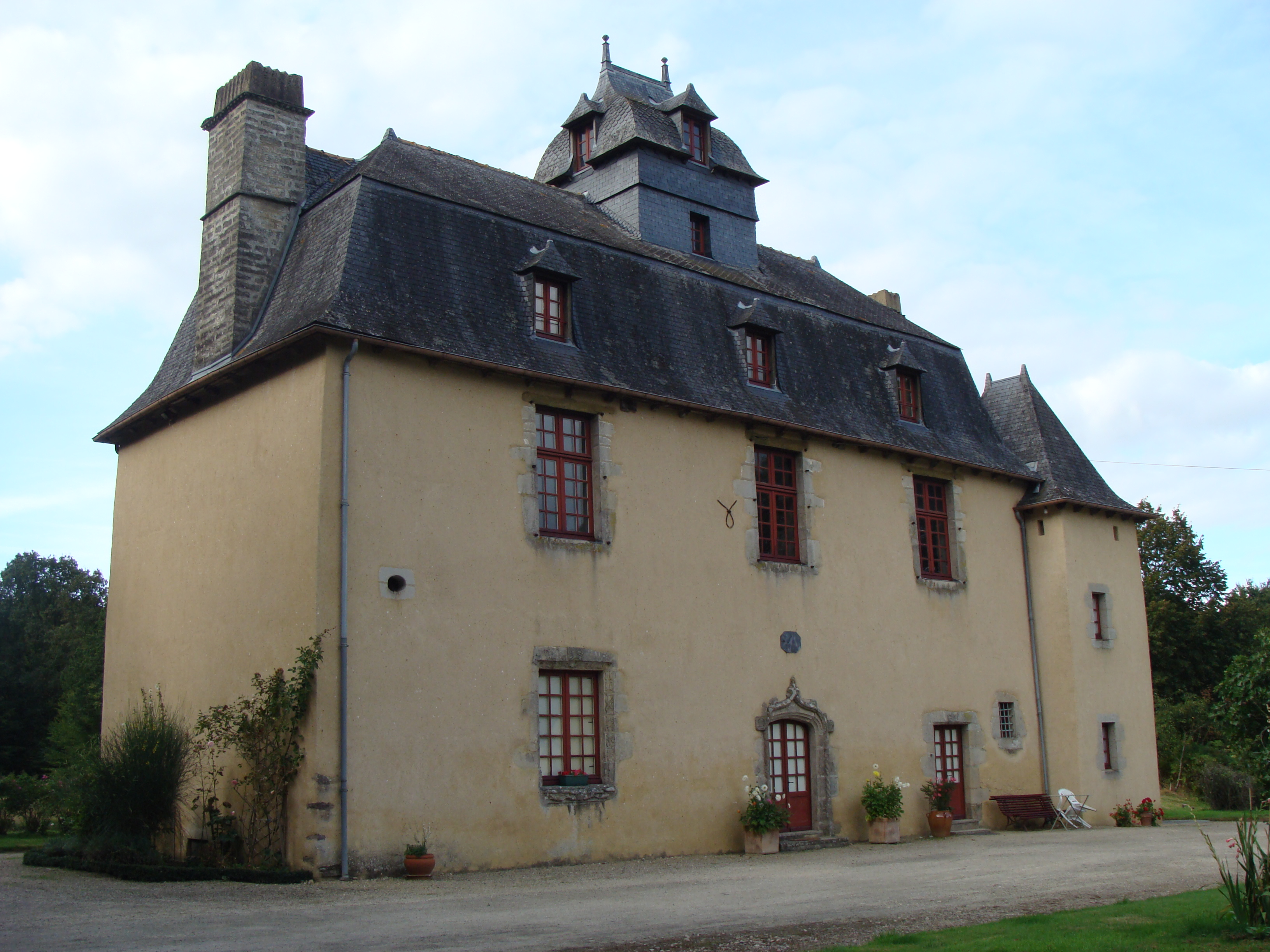
Manoir de la Louverie
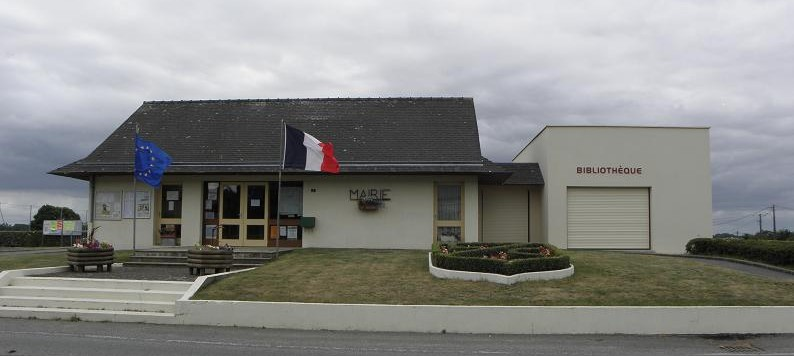
Mairie Le Crouais
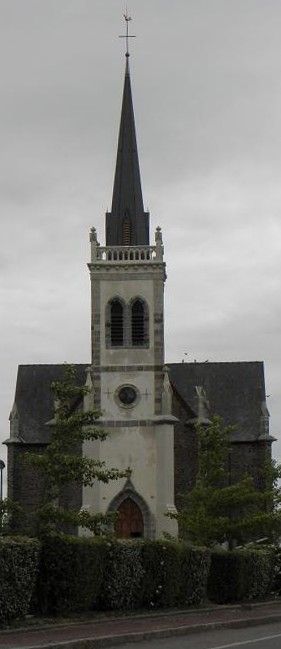
Kirche Notre-Dame